# Copa Mundial de Críquet de 1987
La Copa Mundial de Críquet de 1987 (Reliance World Cup) fue la cuarta edición del torneo. Se desarrolló del 8 de octubre al 8 de noviembre de 1987 en India y Pakistán. Ocho países tomaron parte en el acontecimiento. Las preliminares se jugaron en 2 grupos de 4 equipos. Los primeros dos equipos en cada grupo jugaron las semifinales, cuyos ganadores jugaron la final.

## Participantes
- Australia (Grupo A)
- Inglaterra (Grupo B)
- India (Grupo A)
- Nueva Zelanda (Grupo A)
- Pakistán (Grupo B)
- Sri Lanka (Grupo B)
- Indias Occidentales (Grupo B)
- Zimbabue (Grupo A)

## Etapa de grupos

### Grupo A
| Equipo        | Pts | Jj | G | P | NR | PC   |
| ------------- | --- | -- | - | - | -- | ---- |
| India         | 20  | 6  | 5 | 1 | 0  | 5.41 |
| Australia     | 20  | 6  | 5 | 1 | 0  | 5.19 |
| Nueva Zelanda | 8   | 6  | 2 | 4 | 0  | 4.89 |
| Zimbabue      | 0   | 6  | 0 | 6 | 0  | 3.76 |

### Grupo B
| Equipo              | Pts | Jj | G | P | NR | PC   |
| ------------------- | --- | -- | - | - | -- | ---- |
| Pakistán            | 20  | 6  | 5 | 1 | 0  | 5.01 |
| Inglaterra          | 16  | 6  | 4 | 2 | 0  | 5.14 |
| Indias Occidentales | 12  | 6  | 3 | 3 | 0  | 5.16 |
| Sri Lanka           | 0   | 6  | 0 | 6 | 0  | 4.04 |

## Ronda Final
|  | Semifinales                       | Semifinales |       |  | Final                           | Final |  |
|  |                                   |             |       |  |                                 |       |  |
|  | 4 de noviembre - Lahore, Pakistán |             |       |  |                                 |       |  |
|  | Australia                         | 267/6       |       |  |                                 |       |  |
|  | Pakistán                          | 252         |       |  |                                 |       |  |
|  |                                   |             |       |  |                                 |       |  |
|  |                                   |             |       |  | 8 de noviembre - Calcuta, India |       |  |
|  |                                   |             |       |  | Australia                       | 253/5 |  |
|  |                                   | Inglaterra  | 246/8 |  |                                 |       |  |
|  |                                   |             |       |  |                                 |       |  |
|  |                                   |             |       |  |                                 |       |  |
|  |                                   |             |       |  |                                 |       |  |
|  | 5 de noviembre - Bombay, India    |             |       |  |                                 |       |  |
|  | Inglaterra                        | 254/6       |       |  |                                 |       |  |
|  | India                             | 219         |       |  |                                 |       |  |

- Datos: Q1139939
- Multimedia: Cricket World Cup 1987 / Q1139939